# Ensanche de Vallecas
El Ensanche de Vallecas es un barrio administrativo de Madrid, perteneciente al distrito de Villa de Vallecas, planteado en la década de 1990 para ampliar la ciudad. Reconocido administrativamente en 2017, sus primeros vecinos llegaron al barrio en noviembre de 2006. También conocido popularmente como PAU de Vallecas, debido a su denominación como Plan de Actuación Urbanística (PAU). 
Para su construcción se dividió en seis unidades de ejecución que quedaron a un lado y otro de la autovía M-45 que lo atraviesa:
- La parte oeste del barrio. Las Unidades de Ejecución 1 y 2
- La parte este del barrio. Las Unidades de Ejecución 3,4,5 y 6

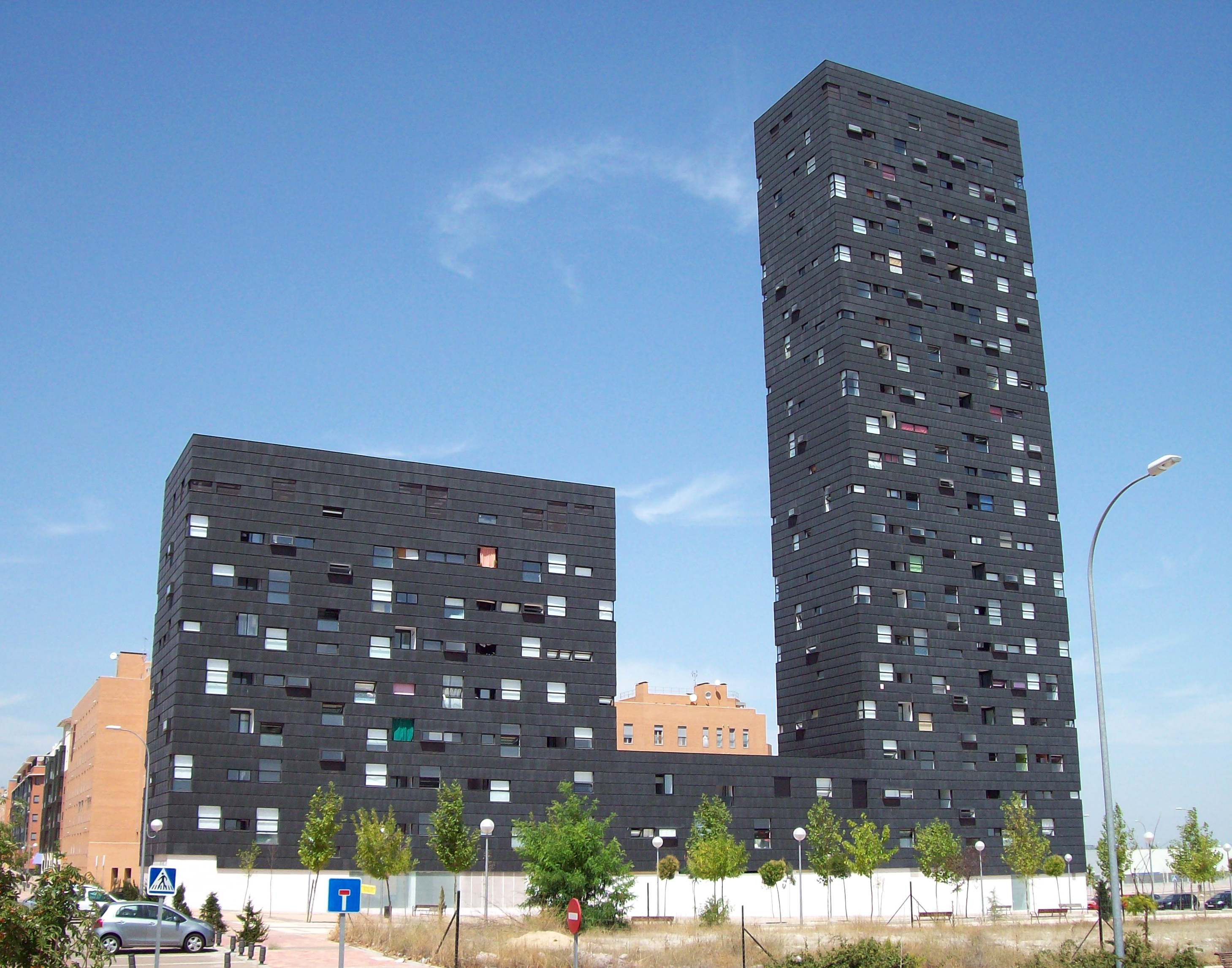
Edificio de viviendas Vallecas 20

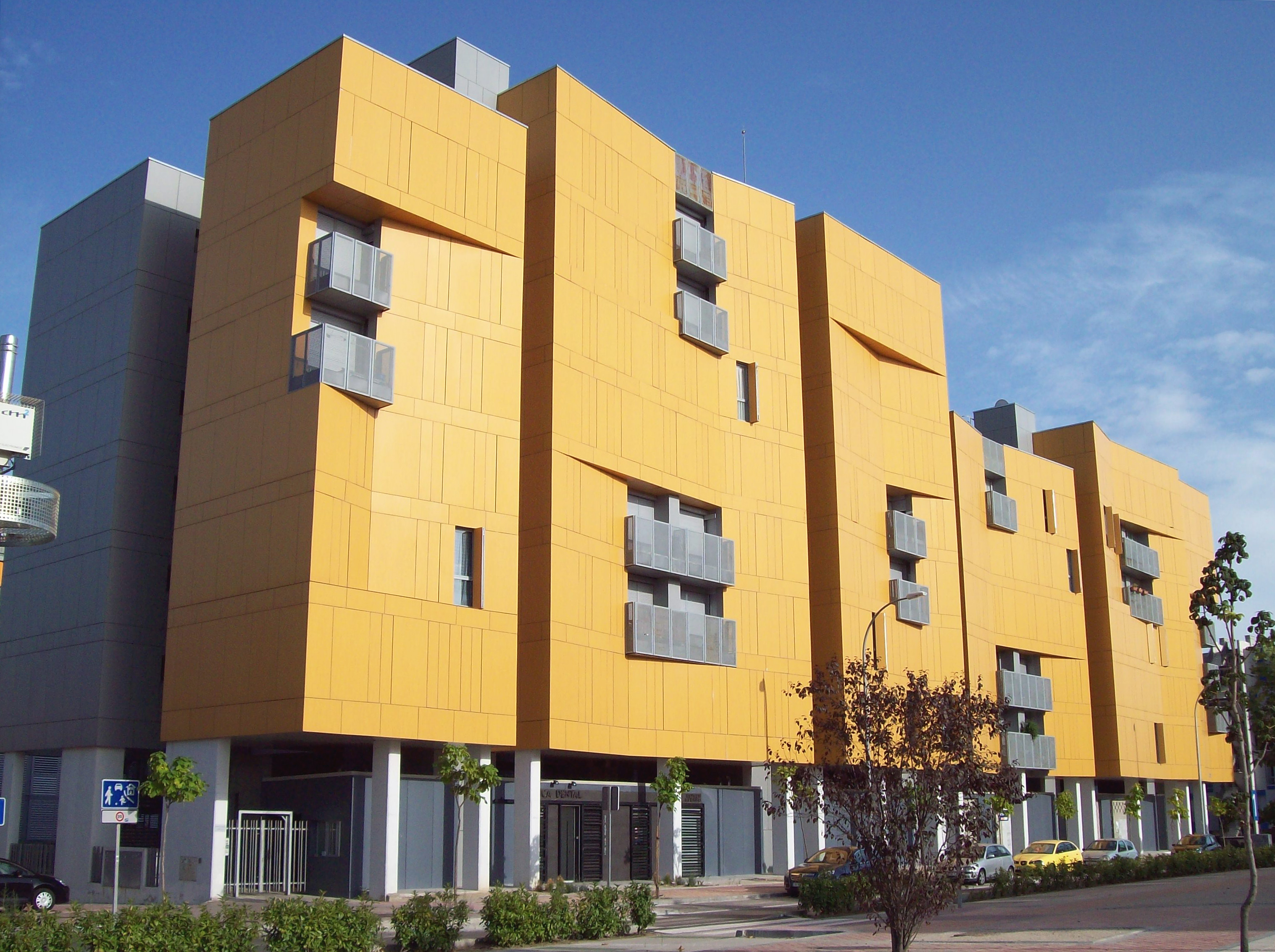
Edificio de viviendas Vallecas 16

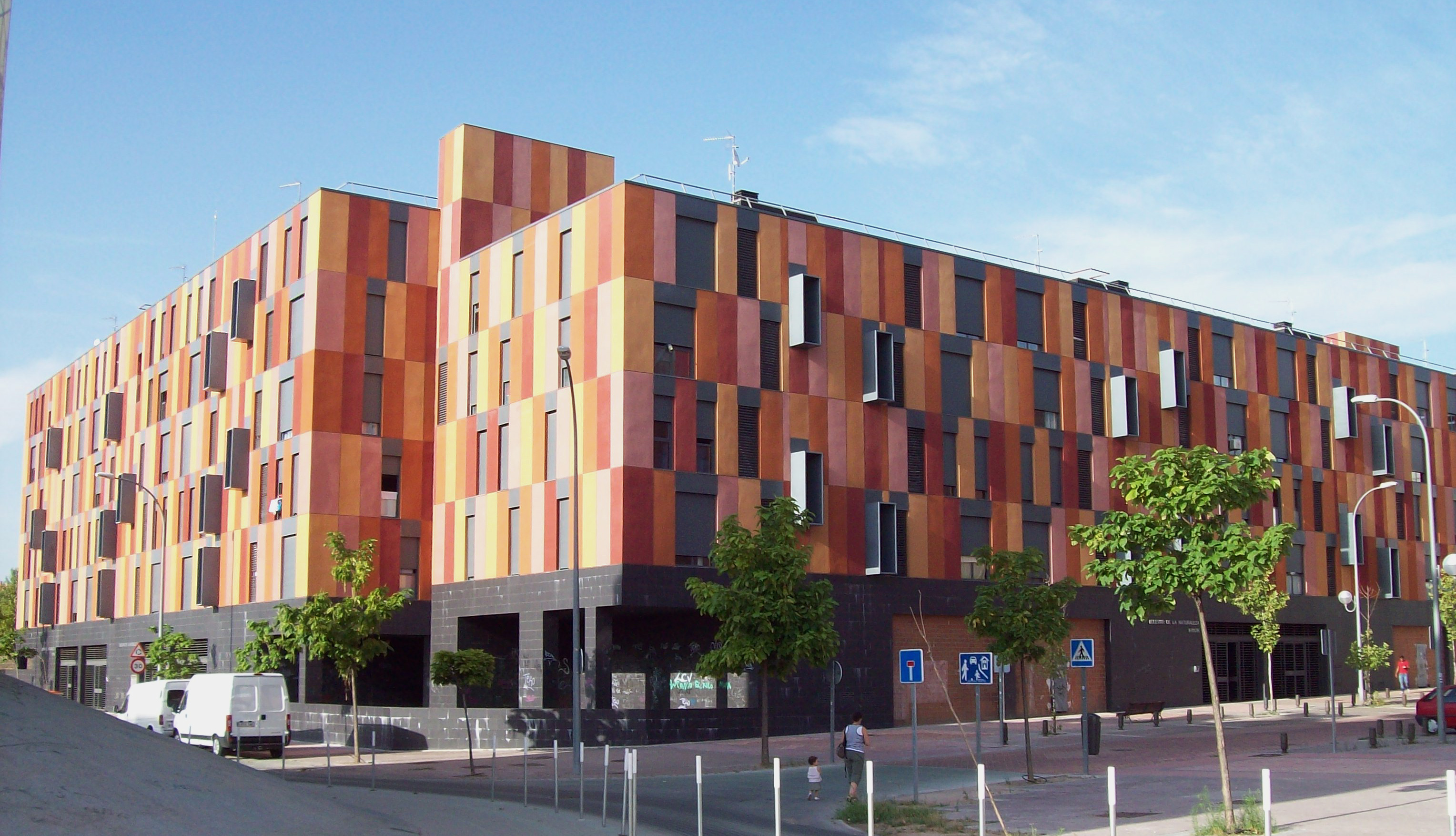
Edificio de viviendas Vallecas 2

## Localización
El Ensanche de Vallecas se sitúa a 11 km del centro de Madrid y está delimitado por la Autovía del Este, que limita el barrio en dirección NO-SE, la autopista M-50, que limita el barrio en dirección NE-SO, la autopista M-45, que lo atraviesa en dirección NE-SO, así como las calles Real de Arganda, carretera de Villaverde a Vallecas, Cabeza Mesada, Navamures y la avenida de Villa de Vallecas.
A día de hoy (10 de julio)[¿cuándo?], el censo en el Ensanche asciende a la cifra de 54 000 habitantes.[cita requerida]

## Dotaciones

### Lúdicas
La nueva ciudad deportiva del equipo de fútbol Rayo Vallecano fue inaugurada en junio de 2010, con una superficie de 75 934 m².
El parque de La Gavia fue presentado como punto fuerte en la candidatura de Madrid a los Juegos Olímpicos de 2012, en concreto para competiciones de piragüismo en canal. Dicho parque, asentado sobre el arroyo de la Gavia, fue diseñado por el arquitecto japonés Toyō Itō, aunque las obras fueron paralizadas en 2012 por falta de financiación. En 2016 la AV PAU Ensanche de Vallecas realizó un proceso participativo, acordado con el Ayuntamiento de Madrid, para proponer un diseño definitivo del parque. En la actualidad ya se está acometiendo su terminación, habiéndose vallado e iniciado su reforestación. Asimismo, el parque de La Gavia linda con el futuro parque empresarial La Atalayuela, que tiene previsto albergar una ciudad de la moda.
Dentro del ensanche, cercano al pueblo de Vallecas, se encuentra el Ecobulevar, o Bulevar de la Naturaleza.

### Comerciales

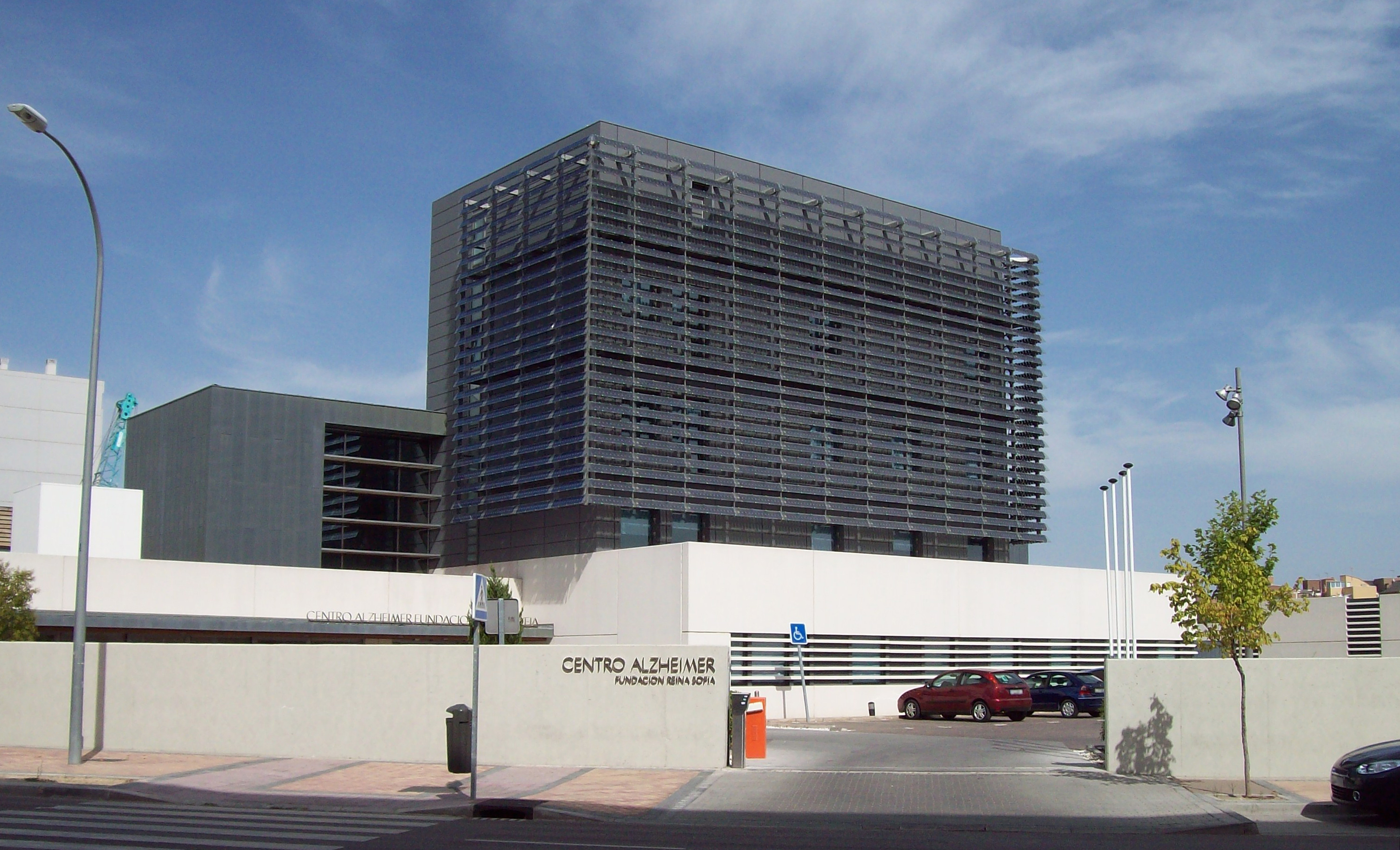
Centro Alzheimer de la Fundación Reina Sofía

El centro comercial La Gavia dispone de 5350 plazas de aparcamiento, una tienda de la cadena Carrefour de 10 000 m², otra de la cadena IKEA de 20 000 m², y más de 60 000 m² destinados a otros comercios.

### Sociales
El Ensanche de Vallecas dispone de un centro de estudio y tratamiento de la enfermedad de Alzheimer inaugurado por la Reina Doña Sofía, y un Centro de Ayuda y Tratamiento a la Drogodependencia (CAID).
Cuenta con una residencia para personas mayores con capacidad para 160 plazas, y un centro de día para personas mayores dependientes con capacidad para 40 plazas.

### Centros médicos
El Ensanche de Vallecas cuenta actualmente con tres clínicas sanitarias privadas, bajo el nombre de Clínica Sastre, que dan servicio a todos los vecinos del Ensanche y alrededor a través de las sociedades médicas más importantes del país y también de forma privada, sin sociedad médica.
Puedes encontrar sus centros en:
- Centro Pau Valdecarros: C/ Pilar de Madariaga Rojo 11, 28051 Madrid.

- Centro Pau Las Suertes: Av. Ensanche de Vallecas 67, 28051 Madrid.

- Centro Pau Peñaranda: C/ Peñaranda de Bracamonte 10, 28051 Madrid.

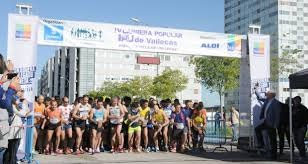
Carrera popular

### Carrera Popular
Desde el año 2012 se realiza en abril una Carrera Popular de 10 kilómetros organizada por la Asociación Vecinal PAU del Ensanche de Vallecas.

### Comunicaciones
- Carreteras: A-3, M-45 y M-50.
- Metro: tres estaciones de la línea . La Gavia, Las Suertes (que además presta servicio al centro comercial La Gavia, situado a 10 minutos andando del acceso al Metro) y Valdecarros.
- Autobuses: Actualmente, cuenta con tres líneas de autobuses: 103, que comunica el Ecobulevar con la estación de El Pozo; 142, que lleva a los vecinos desde el Ensanche de Vallecas hacia Pavones; y 145, que comunica el Ensanche con la plaza de Conde de Casal a través de la A-3. Se trata de tres líneas ya existentes que se alargaron para llegar al Ensanche de Vallecas con la entrega de las primeras viviendas. Cuenta además con la línea nocturna N9, que conecta el Ensanche de Vallecas con Cibeles.

## Problemas
Actualmente, los vecinos del Ensanche de Vallecas reclaman un estudio de transporte para dotar al distrito de transporte público más eficiente, con la creación de nuevas líneas de autobús directas y mejora de las existentes. Los vecinos también demandan más salidas a la autovía A-3 al considerar insuficiente la infraestructura actual.[cita requerida]
La ejecución del proyecto, que tenía que haberse finalizado en 2004, ha sufrido grandes retrasos. Los vecinos afectados se organizaron en la Asociación Vecinal PAU Ensanche de Vallecas.
Uno de los mayores problemas que sufren los vecinos del Ensanche de Vallecas, al igual que los vecinos de Rivas-Vaciamadrid o de Vicálvaro, son los continuos malos olores provenientes del vertedero e incineradora del Parque Tecnológico de Valdemingómez, situado a 2 kilómetros del distrito.
Otro de los grandes problemas del barrio es la falta de servicios sanitarios. Existe un solo centro de salud para una población que ya alcanza los 60 000 habitantes en el censo del 2021.
Uno de los más graves problemas del barrio es la insuficiente oferta de colegios públicos, lo que hace que año tras año, en este barrio de rápido crecimiento demográfico, los colegios públicos se vean obligados a aumentar el número de líneas (clases para un mismo curso), usando aulas que anteriormente se usaban para música, biblioteca, etc. Para el curso 2017-2018 tres colegios públicos de la zona tendrán que realizar este ejercicio de masificación. Parte de la solución al grave problema por parte de la comunidad de Madrid es rehabilitar temporalmente un colegio cerrado y abandonado.